# جاك كليفورد
جاك كليفورد (بالإنجليزية: Jack Clifford)‏ هو لاعب اتحاد الرغبي أسترالي، ولد في 12 فبراير 1993 في بريزبان في أستراليا.

## وصلات خارجية
- جاك كليفورد على موقع دوري الرغبي الممتاز (الإنجليزية)
- جاك كليفورد عل موقع إسبنسكروم (الإنجليزية)
- جاك كليفورد على موقع ItsRugby.co.uk (الإنجليزية)